# HMS Welshman (M84)
HMS Welshman (M48) là một tàu rải mìn thuộc lớp Abdiel được Hải quân Hoàng gia Anh Quốc chế tạo trong Chiến tranh Thế giới thứ hai. Nó từng phục vụ cùng Hạm đội Nhà, rồi được chuyển sang Hạm đội Địa Trung Hải vào giữa năm 1942 tham gia các đoàn tàu vận tải Malta cũng như phục vụ trong Chiến dịch Torch. Welshman bị mất vào ngày 1 tháng 2 năm 1943 do trúng ngư lôi của tàu ngầm Đức U-617 ngoài khơi Tobruk, với tổn thất 157 người thiệt mạng.

## Lịch sử hoạt động

### Hạm đội Nhà, 1941-1942
Được đưa ra hoạt động vào cuối tháng 8 năm 1941, Welshman lên đường đi Scapa Flow gia nhập Hạm đội Nhà, trước khi được phân về Hải đội Rải mìn 1 vào tháng 9. Nó tiến hành các hoạt động rải mìn tại vùng biển ngoài khơi phía Tây Scotland trước khi được cho tách ra vào tháng 12 để bố trí đến vịnh Biscay.
Vào tháng 1 năm 1942, nó vận chuyển nhân lực và hàng tiếp liệu đến Gibraltar, Freetown và Takoradi, trước khi được bố trí đến eo biển Dover vào đầu tháng 2 để rải mìn dọc theo những tuyến đường mà các thiết giáp hạm Đức Gneisenau và Scharnhorst có thể sử dụng để thoát trở về Đức. Sau một đợt tái trang bị, Welshman tiếp nối các hoạt động rải mìn tại vịnh Biscay trong tháng 4.

### Lực lượng H, 1942-1943
Vào tháng 5 năm 1942, nó lên đường đi Địa Trung Hải gia nhập Lực lượng H hỗ trợ hoạt động Đoàn tàu vận tải Malta. Vào ngày 8 tháng 5, trong "Chiến dịch Bowery", ngụy trang như một tàu khu trục Pháp, Welshman khởi hành từ Gibraltar với 240 tấn hàng tiếp liệu và nhân sự của Không quân Hoàng gia Anh trên tàu. Nó bị máy bay đối phương nhìn thấy nhưng việc ngụy trang đã có tác dụng. Trên lối vào cảng Grand tại Malta vào ngày 10 tháng 5, nó gây nổ hai quả mìn bằng máy cắt dây mìn ngầm và chịu đựng ít hư hại. Nó quay trở lại Gibralta vào ngày 12 tháng 5 rồi lên đường quay trở về Anh Quốc để được sửa chữa tại xưởng tàu Yarrows ở Scotstoun. Welshman quay lại Gibraltar vào cuối tháng đó.
Ngày 11 tháng 6 Welshman khởi hành đi Malta như một phần của "Chiến dịch Harpoon" để giải vây đảo này. Nó tách khỏi đoàn tàu vận tải vào ngày hôm sau để tiến đi một mình, và sau khi dỡ hàng tiếp liệu xuống Malta vào ngày 15 tháng 6 nó gia nhập trở lại đoàn tàu vốn đang bị máy bay Đức và tàu chiến Ý tấn công nặng nề. Nó quay trở lại Malta vào ngày hôm sau với hai tàu buôn còn sống sót và các tàu hộ tống. Con tàu sau đó quay lại Gibraltar, rồi đi đến Scotstoun để sửa chữa.
Ngày 13 tháng 7 Welshman gia nhập trở lại Lực lượng H tại Gibralta, và một lần nữa đi đến Malta trong "Chiến dịch Pintpoint" tiến hành vào ngày hôm sau. Nó đi đến Malta vào ngày 16 tháng 7 và quay trở về Gibralta vào ngày 21 tháng 7, bất chấp những nỗ lực đánh chặn của tàu bè và máy bay Ý.
Trong tháng 8, nó tham gia một đoàn tàu vận tải Malta khác bị thử thách nặng nề, "Chiến dịch Pedestal". Nó đến nơi vào ngày 16 tháng 8, rồi được chuyển sang khu vực Đông Địa Trung Hải vào tháng 9. Đến tháng 10, nó thực hiện một chuyến đi khác cùng Lực lượng H đến Malta, chuyển giao máy bay trong khuôn khổ "Chiến dịch Train", rồi quay trở về Gibraltar vào ngày 2 tháng 11. Sau đó Welshman hỗ trợ cho việc đổ bộ lực lượng Đồng Minh trong khuôn khổ Chiến dịch Torch. Vào tháng 12, nó tiến hành các hoạt động rải mìn ngoài khơi Haifa.
Sang tháng 1 năm 1943, Welshman chuyên chở hàng tiếp liệu, bao gồm 150 tấn giống khoai tây đến Malta, trước khi tiến hành các hoạt động rải mìn tại eo biển Skerki, ngang qua tuyến đường triệt thoái khỏi Tunisia của phe Trục. Nó cũng tham gia vận chuyển binh lính từ Beirut đến Famagusta thuộc Cộng hòa Síp.

### Bị đánh chìm
Vào ngày 1 tháng 2 năm 1943, trong khi vận chuyển tiếp liệu và nhân sự đến Tobruk, Welshman trúng phải một quả ngư lôi phóng từ tàu ngầm Đức U-617 do hạm trưởng Albrecht Brandi chỉ huy. Nó đắm hai giờ sau đó về phía Đông Tobruk ở tọa độ 32°12′B 24°52′Đ / 32,2°B 24,867°Đ. Những người sống sót được các tàu khu trục Tetcott và Belvoir cứu vớt và đưa về Alexandria.